# Richelieu, la Pourpre et le Sang

Richelieu, la Pourpre et le Sang est un téléfilm français réalisé par Henri Helman et diffusé le 11 mars 2014 sur France 3.

## Synopsis

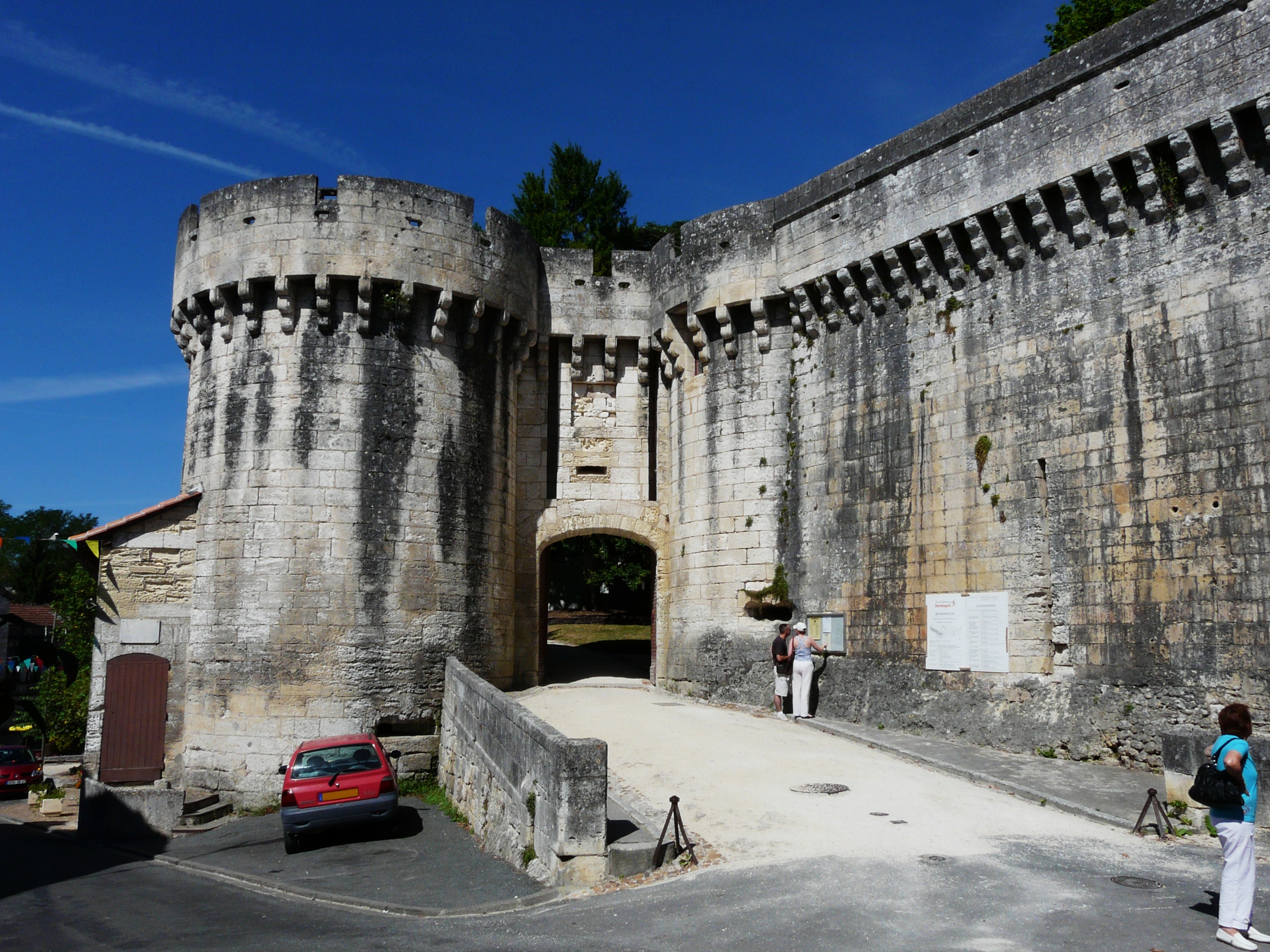
L'entrée du château de Bourdeilles, lieu où a été tournée la scène d'ouverture du téléfilm.

En 1640, le cardinal de Richelieu, puissant premier ministre de Louis XIII, est un homme fatigué et malade. Ce sont les dernières années de sa vie. Quelques années auparavant, il avait placé le marquis de Cinq-Mars comme favori auprès du roi. Mais lorsque Cinq-Mars tomba amoureux de l'intrigante duchesse de Nevers, cette dernière réussit à lui retourner la tête. Cinq-Mars commençait à se croire intouchable en raison de ses excellentes relations avec le roi. Il voulut s'émanciper de la pesante autorité du cardinal et n'hésita pas sur les conseils de la duchesse à poursuivre des desseins assez obscurs au point de s'impliquer dans une vaste conspiration visant à affaiblir le royaume de France et à planifier l'assassinat du cardinal. Mais l'armada d'espions du cardinal de Richelieu parvint à découvrir la conspiration. Tous les conspirateurs se font arrêter les uns après les autres et ce n'est ni l'affection du roi, ni — encore moins — celle de la duchesse de Nevers, qui épargneront l'échafaud à Cinq-Mars. Le cardinal de Richelieu, intraitable dans sa gestion des affaires du royaume de France, livre ici un exemple patent de l'application de la raison d'État.

## Fiche technique
- Réalisation : Henri Helman
- Scénario : Henri Helman
- Photographie : Bernard Malaisy
- Musique : Cyril Morin
- Son : Frédéric Mascaras
- Assistant réalisation : Marcel Rubin
- Production : Dominique Antoine, Philippe Boulègne et Daniel Messère (producteurs associés)
- Sociétés de production : Alchimic Films, Euro Média France, France Télévisions
- Pays :  France
- Langue : Français
- Durée : 100 minutes
- Date de diffusion : 11 mars 2014 sur France 3
- Edité en DVD par Koba Films

## Distribution
- Jacques Perrin : le cardinal de Richelieu
- Pierre Boulanger : Marquis de Cinq-Mars
- Stéphan Guérin-Tillié : Louis XIII
- Hélène Seuzaret : Marie de Gonzague
- Cécile Bois : Anne d'Autriche
- Ingrid Donnadieu : Marie de Hautefort
- Pascal Elso : l'abbé François Le Métel de Boisrobert
- Jean Dell : Léon Bouthillier, Comte de Chavigny
- Jean-Marc Coudert : Gaston de France, Duc d'Orléans, frère du roi
- Mathurin Voltz : François-Auguste de Thou
- Gaëlle Bona : Mademoiselle de Chemerault
- Éric Bougnon : le vicomte Louis d'Astarac de Fontrailles
- Michaël Vander-Meiren : Rochefort
- Pierre Kroepflen : le chancelier Séguier
- Roland Copé : le Père Jean-Jacques Olier
- Éric Pucheu : D'Artagnan
- Fred Kneip : Théophraste Renaudot
- Pascal Salaun : Pierre Corneille
- Yannick Debain : La Chesnaie, premier valet de Chambre du roi

## Lieux de tournage
Le téléfilm a été tourné principalement en Aquitaine, dans les départements de la Gironde (châteaux de Roquetaillade et de Vayres) et de la Dordogne (aux châteaux de Beynac,, Fayrac, Bourdeilles,, Hautefort, Jumilhac, Puymartin, à l'abbaye de Cadouin et au manoir de Gisson à Sarlat, ainsi qu'à Trémolat pour les scènes en gabares sur la Dordogne.

## Accueil critique
- « Son interprétation (Jacques Perrin) est à nouveau plombée par des dialogues dignes d'un traité d'histoire ou de sciences politiques, et la mise en scène rappelle encore trop souvent les « dramatiques » façon théâtre filmé de l'ORTF. Il y a toutefois davantage de vigueur dans le récit, et, surtout, un surcroît de romanesque bienvenu grâce au personnage du marquis de Cinq-Mars » Samuel Douhaire, Télérama[6].
- « Une analyse assez réussie de la psychologie des personnages qui pâtit cependant d'un manque d'émotion ou de drame. En matière de costumes et de décors, la magie opère » Télé Cable Sat[7].

## Autour du téléfilm
- Sous la direction d'Henri Helman, Jacques Perrin avait déjà interprété le rôle de Louis XI dans le téléfilm Louis XI, le pouvoir fracassé.